# Guy-Paul Noujaim
Guy-Paul Noujaim (* 7. Juli 1935 in Kfartay) ist ein libanesischer Priester und emeritierter Weihbischof in Joubbé, Sarba und Jounieh.

## Leben
Guy-Paul Noujaim empfing am 21. Juli 1958 die Priesterweihe. Papst Johannes Paul II. ernannte ihn am 9. Juni 1990 zum Weihbischof in Joubbé, Sarba und Jounieh und Titularbischof von Caesarea Philippi. Von 9. Juni 1990 bis 1995 war er Patriarchalvikar von Antiochien.
Der Maronitische Patriarch von Antiochien und des ganzen Orients, Nasrallah Boutros Sfeir, spendete ihm am 12. August desselben Jahres die Bischofsweihe; Mitkonsekratoren waren Roland Aboujaoudé, Weihbischof in Antiochien, und Béchara Pierre Raï OMM, Bischof von Jbeil.
Am 16. Juni 2012 trat Guy-Paul Noujaim aus Altersgründen als Weihbischof in Joubbé, Sarba und Jounieh zurück.